# Chōjū-jinbutsu-giga

Escena de lluita entre animals d'un pergamí dels Chōjū-jinbutsu-giga

Els Chōjū-jinbutsu-giga són una crítica satírica en forma de caricatura que van ser dibuixats a mitjans del segle xiii al Japó sobre la societat en aquell temps. Es tracta de quatre pergamins (alguns dels quals arriben a mesurar fins a 25 metres) pintats amb pinzells en els quals mostren animals antropomorfs realitzant activitats pròpies de persones, a més de mostrar a sacerdots lliurats a baralles de galls o a les apostes. Entre això últim tanca temes des demoníac fins escatològic.